# بوستان خلدبرین
بوستان خلدبرین با مساحت ۲.۳ هکتار یکی از قدیمی‌ترین بوستان‌های شیراز به‌شمار می‌آید که در سال ۱۳۷۱ در منطقه قصردشت ساخته شده است. درختان مختلف، وسایل تفریحی، آب‌نمای موزیکال و امکانات رفاهی متنوع این پارک، یکی از دلایلی است که باعث محبوبیت بیشتر بوستان خلدبرین در میان مردم شیراز و گردشگران شده است. یکی از جاذبه‌های مهم این بوستان در نگاه مردم و گردشگران، نمایشگاه‌های مختلفی‌ست که در ایام خاصی از سال در این بوستان برگزار می‌شود.
محله خلدبرین، در منطقه یک شیراز قرار گرفته و از سمت شمال با خیابان قصردشت، از جنوب با خیابان آسمان، از شرق با خیابان برق و از غرب با خیابان بعثت احاطه شده است.
در این بوستان می‌توان انواع درختان چنار، نارنج، گردو، گل و گیاهان زیبا و چشم نواز را پیدا کرد. وجود ساختمان‌های قدیمی روبروی پارک خلدبرین شیراز جلوه‌ خاصی به این پارک داده است. تاکنون چندین نمایشگاه خیریه و فرهنگی در این بوستان برگزار شده است.